# Korynetes ruficornis
Korynetes ruficornis – gatunek chrząszcza z rodziny przekraskowatych i podrodziny Korynetinae.
Gatunek ten opisany został po raz pierwszy w 1763 roku przez Giovanniego Antonia Scopoliego pod nazwą Dermestes violaceus. Nazwa ta była już jednak wcześniej zajęta i za obowiązujący epitet gatunkowy uznaje się ten nadany w 1837 roku przez Jacoba Sturma w kombinacji Corynetes ruficornis. Na przestrzeni lat wielu autorów traktowało ten takson jako odmianę natrupka niebieskiego (Korynetes caeruleus).
Chrząszcz o wypukłym ciele długości między 3,5 a 7 mm. Niemal cały ubarwiony jest metalicznie niebiesko, zwykle z fioletowym połyskiem. Czułki mają człony od drugiego do ósmego rdzawoczerwone, natomiast ich człon nasadowy i buławka są ciemne lub smolistoczarne. Odnóża mają czarne uda i golenie oraz rdzawoczerwone stopy. Ciało porośnięte jest czarnym, odstającym owłosieniem. Włoski są krótsze, a te ustawione ku tyłowi bardziej rozproszone niż u pokrewnego natrupka niebieskiego. Głowa jest drobno punktowana, zaopatrzona w szerokie głaszczki szczękowe o wyraźnie ściętych wierzchołkach. Oczy złożone są wyraźnie wykrojone, mocniej niż u rodzaju Opetiopalpus. Wspomnianą buławkę czułków budują luźno umieszczone człony jednakowych długości, co, podobnie jak kształt głaszczków szczękowych, odróżnia natrupki od przedstawicieli rodzaju naścierwek (Necrobia). Przedplecze zwęża się u nasady i ma powierzchnię z rozległym, po bokach silnie zagęszczonym punktowaniem. Zarys pokryw jest stosunkowo krótki, z równoległymi bokami. Punktowanie w ich rzędach jest nieco grubsze i słabiej wydłużone niż u natrupka niebieskiego. Genitalia samców wyróżniają się od tych u natrupka niebieskiego znacznie szerszymi paramerami o innym kształcie.
Larwy tego owada są saproksylicznymi drapieżnikami, przechodzącymi rozwój w żerowiskach kołatkowatych, polującymi na ich stadia larwalne i poczwarki. W warunkach naturalnych występuje na różnych drzewach, a warunkach synantropijnych na budowlach.
Owad europejski o niedostatecznie poznanym zasięgu – wskutek nieodróżniania go od natrupka niebieskiego. Na północ sięga do południowej części Półwyspu Fennoskandzkiego, jednak ogólnie w północnośrodkowej części Europy jest znacznie rzadszy od natrupka niebieskiego, podczas gdy dalej na południe zaczyna być od niego częstszy. W Polsce znany jest z nielicznych stanowisk.